# Tomodachi
Tomodachi je páté studiové album české hudební skupiny Mirai, vydané 12. dubna 2024 pod vydavatelstvím Universal Music. Z tohoto alba pochází singly „Summer love“ a „Easy“, které jsou k říjnu 2024 mezi 10 nejhranějšími písničkami v českých rádiích.

## Seznam skladeb
| Pořadí         | Název                              | Délka |
| -------------- | ---------------------------------- | ----- |
| 1.             | Easy                               | 2:48  |
| 2.             | Kdyby příliš času zbývalo          | 2:52  |
| 3.             | Julie                              | 2:04  |
| 4.             | Nespíš                             | 2:47  |
| 5.             | 69 problémů                        | 3:27  |
| 6.             | Sdílení                            | 3:14  |
| 7.             | Summer love                        | 2:36  |
| 8.             | All night long (feat. Majk Spirit) | 2:13  |
| 9.             | Promiň (feat. Emma Drobná)         | 2:26  |
| 10.            | Čas rány zahojí                    | 3:10  |
| 11.            | Dopis                              | 2:26  |
| 12.            | A ty víš                           | 3:08  |
| Celková délka: | Celková délka:                     | 33:11 |

## Hudební aranžmá
| Pořadí | Název                     | Hudba           | Text                                                     |
| ------ | ------------------------- | --------------- | -------------------------------------------------------- |
| 1.     | Easy                      | Ondřej Fiedler  | Mirai Navrátil, Jan Vávra                                |
| 2.     | Kdyby příliš času zbývalo | Ondřej Fiedler  | Ondřej Fiedler                                           |
| 3.     | Julie                     | Ondřej Fiedler  | Mirai Navrátil, Ondřej Fiedler                           |
| 4.     | Nespíš                    | Ben Schlaf      | Mirai Navrátil, Ondřej Fiedler, Jan Vávra                |
| 5.     | 69 problémů               | Ondřej Navrátil | Mirai Navrátil, Ondřej Fiedler                           |
| 6.     | Sdílení                   | Adam Svatoš     | Mirai Navrátil, Ondřej Fiedler                           |
| 7.     | Summer love               | Ondřej Fiedler  | Mirai Navrátil, Ondřej Fiedler                           |
| 8.     | All night long            | Ondřej Fiedler  | Mirai Navrátil, Ondřej Fiedler, Jan Vávra, Lukáš Chromek |
| 9.     | Promiň                    | Ondřej Fiedler  | Mirai Navrátil, Ondřej Fiedler                           |
| 10.    | Čas rány zahojí           | Majk Spirit     | Mirai Navrátil, Ondřej Fiedler (rap vokály: Majk Spirit) |
| 11.    | Dopis                     | Ondřej Fiedler  | Mirai Navrátil, Ondřej Fiedler                           |
| 12.    | A ty víš                  | Adam Svatoš     | Mirai Navrátil, Ondřej Fiedler                           |